# Hyperglomeris magna
Hyperglomeris magna är en mångfotingart som beskrevs av Sergei I. Golovatch 1983. Hyperglomeris magna ingår i släktet Hyperglomeris och familjen klotdubbelfotingar. Inga underarter finns listade i Catalogue of Life.